# Trần Bành
Trần Bành (sinh năm 1946) là sĩ quan cao cấp của Quân đội nhân dân Việt Nam, hàm Thiếu tướng, nguyên Phó Chủ nhiệm Tổng cục Hậu cần.

## Tiểu sử
Trần Bành sinh năm 1946 tại xã Song Mai, huyện Kim Động, tỉnh Hưng Yên. Ông nhập ngũ vào tháng 9 năm 1965 và đến tháng 12 năm 1969 thì được kết nạp vào Đảng Cộng sản Việt Nam. Ông được phong hàm Đại tá vào năm 1993 và đến tháng 11 năm 1999 thì được bổ nhiệm làm Phó Chủ nhiệm Tổng cục Hậu cần. Năm 2003, ông được phong hàm Thiếu tướng. Ngày 1 tháng 3 năm 2007, ông về hưu theo quyết định số 1626 của Thủ tướng Chính phủ Nguyễn Tấn Dũng.

## Lịch sử thụ phong quân hàm
| Năm thụ phong | –                                         | 1993                                             | 2003                                            |
| ------------- | ----------------------------------------- | ------------------------------------------------ | ----------------------------------------------- |
| Quân hàm      | Tập tin:Vietnam People's Army Colonel.jpg | Tập tin:Vietnam People's Army Senior Colonel.jpg | Tập tin:Vietnam People's Army Major General.jpg |
| Cấp bậc       | Trung tá                                  | Đại tá                                           | Thiếu tướng                                     |
|               |                                           |                                                  |                                                 |